# Nyomtalanul (Odaát)
A Nyomtalanul (Pilot) az Odaát című televíziós sorozat első évadának első epizódja.

## Cselekmény
1982. november 2-án Kansasben a Winchester család nyugovóra tér, amikor Sam -a legkisebb, 6 hónapos fiú- felsír bölcsőjében. Anyja, Mary a szobájába megy, ahol gyermeke mellett egy sötét alakot pillant meg. A következő percekben a családfő, John egy hatalmas sikoltást hall, majd Sam szobájába rohanva, borzasztó látvány tárul elé: felesége a plafonra szegeződve felgyullad. A férfi kimenekül Sammel és másik fiával, Deannel a házból, ám az Mary-vel együtt pillanatok alatt leég. A katasztrófát elektromos zárlat okozta tűzként könyvelik el, John viszont tudja, hogy valójában egy démon tört az életükre. Így hát bosszút esküszik, és fiaival együtt kitanulja a természetfeletti lényekre való vadászatot, hogy aztán hajtóvadászatot indíthassanak a gyilkos lény után.
22 évvel az eset után, Samet és barátnőjét, Jessicát egy egyetemi buli után, éjszaka Dean keresi fel Palo Altó-i otthonukban, és -miután tisztázták a félreértést, miszerint Dean nem betörő- megkéri öccsét, segítsen neki megtalálni apjukat, ugyanis az eltűnt, csupán egy hangfelvételt hagyott hátra, melyen segítséget kér, háttérben pedig fehér zajok hallhatók. Sam eleinte vonakodik, ám végül rövid búcsút vesz Jesstől, és bátyjával annak '67-es Chevrolet Impalájával útnak indulnak. Úticéljuk Jericho, ahol apjuk korábban nyomozgatott, itt botlanak bele néhány helyszínelőbe, akik egy eltűnt fiú, Troy után nyomoznak, akinek csupán elhagyott autója került elő. A két fivér hamis igazolványokkal FBI ügynököknek adják ki magukat és utánajárnak az ügynek, később pedig beszélnek Troy barátnőjével, Amy-vel, tőle tudják meg, hogy van egy helyi legenda, miszerint egy "fehér ruhás nő", Constance Welch szelleme kísért az utak mentén, és hűtlen autósokra vadászik. A nő még életében megölte a gyermekeit, így valószínűleg csak úgy lehet elpusztítani szellemét, ha szembesítik tettével. Dean éjszakára lopott bankkártyákkal vesz ki egy szobát egy helyi motelben, ekkor tudják meg a recepcióstól, hogy apjuk is ugyanitt szállt meg, egy teljes hónapig. Betérve John volt "lakosztályába", rengeteg természetfeletti lénnyel kapcsolatos holmit találnak, amikor is váratlanul hatóságiak bukkannak fel. Míg Sam elbújik, Deant a hamis okiratok miatt beviszik az őrsre, és közlik vele, hogy ő az eltűnési ügyek első számú gyanúsította.
Míg Dean a fogdában tartózkodik, Sam beszél Constance Welch egykori férjével, akitől megtudja, hogy a nőt volt házuk mögött temették el, illetve hogy a gyermekeik halálában jelentősen közrejátszott az is, hogy a férfi megcsalta nejét, aki ettől teljesen megőrült. Sam hamis bejelentéssel kiüríti a rendőrőrsöt, ezt kihasználva pedig Dean sikeresen megszökik. Ám míg Sam az országúton autózik, a szellem megjelenik az Impalában, majd régi otthonához vezeti a járművet, ahol Samre támad. Végül Dean is megjelenik, és öccsével sikeresen a házba csalja a kísértetet, akinek ezután meggyilkolt gyermekeinek szelleme jelenik meg, majd mindannyian szertefoszlanak.
Az ügy megoldása után, Dean visszaviszi öccsét otthonába, majd elköszön tőle. Csakhogy miután Sam belép a házba, és az ágyra fekszik, megpillantja a plafonon lógó Jessicát, aki -anyjához hasonlóan- meggyullad. Az égő épületbe váratlanul Dean ront be, majd kimenekíti testvérét. Miután sikerült a tűzoltóknak megfékezni a lángokat, közlik a fivérekkel, hogy a tragédiát elektromos zárlat okozta. Sam és Dean azonban nem nyugszanak bele: bosszúhadjáratot esküsznek a gyilkos démon és az összes többi természetfeletti lény ellen, majd útnak indulnak, hogy mindezek mellett megkeressék eltűnt apjukat is...

## Természetfeletti lények

### A "fehér ruhás nő" szelleme
A "fehér ruhás nő" egy Constance Welch nevű nő szelleme, aki 24 éves korában hunyt el 1981-ben, öngyilkosság következtében; a folyóba ugrott a kaliforniai Jericho egyik hídjáról. Tettét a pletykák szerint azért követte el, mert férje sorozatosan megcsalta, két gyermeke pedig az ő hibájából belefulladt fürdőkádjukba.
A szellem azóta egy helyi országút mellett kísért; éjszakánként autósokat stoppol le, majd hűtlenségre készteti az éppen arra járó férfiakat, akiket ezután brutálisan meggyilkol. A kísértet megfékezésének egyik módja, ha szembesítik tettével, melyet még földi életében követett el.
A sorozat szerint több fehér ruhás nő szelleme létezik, akik férjük hűtlenségének következtében szerelmi bánat miatt öngyilkosok lettek, vagy akár saját gyermekeiket is megölték. Haláluk helyszínén kísértenek.

### Constance Welch gyermekeinek szelleme
Constance Welch két kisgyermeke 1981-ben hunyt el, amikor anyjuk gondatlanságából belefulladtak fürdőkádjukba. Szellemük azóta régi, immár omladozó otthonukban kísért, várva azóta szintén elhunyt anyjukra.

### Démon
A démonokat a folklórban, mitológiában és a vallásban egyaránt olyan természetfeletti lényként, gonosz szellemként írják le, melyeket meg lehet idézni, és irányítani is lehet. Közeledtüket általában elektromos zavarok jelzik, maguk mögött pedig ként hagynak.

### Szellem
A szellem egy olyan elhunyt ember lelke, ki különös halált halt, és lelke azóta az élők közt kísért, általában egy olyan helyen, mely fontos volt az illetőnek földi életében. Szellemekből sokféle létezik: kopogószellem, bosszúálló szellem, vagy olyan ómen, mely figyelmezteti az embereket egy közelgő veszélyre.

## Időpontok és helyszínek
- 1983. november 2. – Lawrence, Kansas
- 2005. október 30. – Palo Alto, Kalifornia
- 2005. október 31. – Jericho, Kalifornia
- 2005. november 2. – Palo Alto, Kalifornia

## Zenék
- Classic – What Cha Gonna Do
- Eagles of Death Metal – Speaking In Tongues
- Allman Brothers Band – Ramblin' Man
- AC/DC – Back in Black
- AC/DC – Highway to Hell
- The Living Daylights – Gasoline
- Kid Gloves Music – My Cheatin' Ways

## Nemzetközi információk
| Ország                    | Helyi cím           | Magyar jelentése       | Első adás            |
| ------------------------- | ------------------- | ---------------------- | -------------------- |
| Amerikai Egyesült Államok | Pilot               | Bevezető rész          | 2005. szeptember 13. |
| Németország               | Die Frau in Weiss   | A fehér ruhás nő       | 2007. október 10.    |
| Franciaország             | La dame blanche     | A fehér ruhás nő       | 2007. március 24.    |
| Spanyolország             | Piloto              | Bevezető rész          | 2006. július 3.      |
| Olaszország               | La caccia ha inizio | A vadászat elkezdődött | 2007. február 17.    |
| Lengyelország             | Pilot               | Bevezető rész          | 2006. november 20.   |